# Liste der Baudenkmale in Plau am See
In der Liste der Baudenkmale in Plau am See sind alle Baudenkmale der Stadt Plau am See (Landkreis Ludwigslust-Parchim) und ihrer Ortsteile aufgelistet (Stand: März 2018).

## Legende
In den Spalten befinden sich folgende Informationen:
- ID-Nr: Die Nummer wird von den Denkmalämtern der Landkreise vergeben. Wenn sie nicht bekannt ist, bleibt die Spalte leer. In dieser Spalte kann sich zusätzlich das Wort Wikidata befinden, der entsprechende Link führt zu Angaben zu diesem Denkmal bei Wikidata.
- Lage: die Adresse des Denkmales und die geographischen Koordinaten.
Link zu einem Kartenansichtstool, um Koordinaten zu setzen. In der Kartenansicht sind Denkmale ohne Koordinaten mit einem roten bzw. orangen Marker dargestellt und können in der Karte gesetzt werden. Denkmale ohne Bild sind mit einem blauen bzw. roten Marker gekennzeichnet, Denkmale mit Bild mit einem grünen bzw. orangen Marker.
- Bezeichnung: Bezeichnung, so wie sie in den offiziellen Listen der Denkmalämter steht. Ein Link hinter der Bezeichnung führt zum Wikipedia-Artikel über das Denkmal. Wenn die Bezeichnung der Denkmalämter inhaltlich fehlerhaft ist, ist in der Spalte „Beschreibung“ darauf hinzuweisen.
- Beschreibung: Beschreibung des Denkmales
- Bild: ein Bild des Denkmales und gegebenenfalls einen Link zu weiteren Fotos des Denkmals im Medienarchiv Wikimedia Commons

## Allgemein
Der historische Stadtkern steht in festgelegten Grenzen in seiner Gesamtheit als Sanierungsgebiet unter Denkmalschutz.

## Plau am See
| ID | Lage                                            | Bezeichnung                                                                                               | Beschreibung | Bild                                               |
| -- | ----------------------------------------------- | --- | --- | -------------------------------------------------- |
|    | (Karte)                                         | Burganlage, Rest der Burg Plau                                                                            | 1287 fertiggestellte Schlossanlage, 1448–1463 Ausbau zur Burg mit rundem Bergfried, 1538–1550 Verstärkung zur Festung, ehem. Postmeisterhaus von 1820 auf Tonnengewölbe des ab 1538 errichteten ehem. Zeughauses, seit 2019 nach Sanierung Haus des Gastes (Touristinformation) und Stadtbibliothek | Weitere Bilder                                     |
|    | Alter Wall 9 (Karte)                            | Villa (Villa Sonntag)                                                                                     | 1- und 2-gesch., klassizistischer Putzbau mit hohem Sockel | Villa (Villa Sonntag)                              |
|    | Alter Wall 11 (Karte)                           | Wohnhaus                                                                                                  | Das Haus ist ein eingeschossiges Gebäude als neoklassizistischer Bau von 1904 mit zweigeschossigem Zwerchgiebel, Architekt Otto Stahn; ehemals Kinderhort der Heinrich-Haukohl-Stiftung, heute Wohnhaus | Wohnhaus                                           |
|    | Alter Wall 13 (Karte)                           | Villa | 1-gesch., neoklassizistischer Putzbau mit Satteldach und 2-gesch. Zwerchgiebel und Varanda | Villa                                              |
|    | Alter Wall 19 (Karte)                           | Villa („Villa Huth“)                                                                                      | 2- und 3-gesch. verspielter Putzbau von um 1900 mit Ecktürmchen und Fachwerkelementen | Villa („Villa Huth“)                               |
|    | Alter Wall 43 (Karte)                           | ehem. Amtsgericht                                                                                         | Das Amtsgericht Plau am See ist ein zweigeschossiger Backsteinbau von 1878/79 mit Walmdach und Mittelrisalit; nach Schließung des Amtsgerichts seit 2002 Polizeistation | ehem. Amtsgericht                                  |
|    | Am Eichberg 4 (Karte)                           | Wohnhaus                                                                                                  | Das Haus ist ein zweigeschossiges Fachwerkhaus des 18. Jahrhunderts mit Satteldach | Wohnhaus                                           |
|    | Am Eichberg 5 (Karte)                           | Wohnhaus                                                                                                  | |                                                    |
|    | Am Eichberg 7 (Karte)                           | Wohnhaus (nur Außenhülle und Dachstuhl)                                                                   | |                                                    |
|    | Am Eichberg 10 (Karte)                          | Wohnhaus                                                                                                  | |                                                    |
|    | Am Eichberg 12 (Karte)                          | Wohnhaus                                                                                                  | |                                                    |
|    | Am Eichberg 13 (Karte)                          | Wohnhaus                                                                                                  | 2-gesch. Fachwerkhaus mit Satteldach | Wohnhaus                                           |
|    | Am Eichberg 1 (Karte)                           | Wohnhaus, Speicher und ehemalige Heuscheune                                                               | |                                                    |
|    | Auf dem Eichberg 7 (Karte)                      | Wohnhaus                                                                                                  | |                                                    |
|    | Auf dem Eichberg 9 (Karte)                      | Wohnhaus                                                                                                  | |                                                    |
|    | Auf dem Eichberg 13 (Karte)                     | Wohnhaus                                                                                                  | |                                                    |
|    | ehem. Bahnhof (Karte)                           | Empfangsgebäude                                                                                           | Bau von 1882, 2000 Einstellung des Personenverkehrs auf der Bahnstrecke Meyenburg–Plau–Karow–Güstrow | Empfangsgebäude                                    |
|    | Bergstraße 1 (Karte)                            | Wohnhaus                                                                                                  | Sanierung 2018 |                                                    |
|    | Bergstraße 5 (Karte)                            | Wohnhaus                                                                                                  | |                                                    |
|    | Bergstraße 6 (Karte)                            | Wohnhaus                                                                                                  | zweigeschossiges Fachwerkhaus mit Satteldach |                                                    |
|    | Bergstraße 28 (Karte)                           | ehem. Turnhalle                                                                                           | 1-gesch. Putzbau von 1904 im Jugendstil, Architekt Otto Stahn, Stiftung von Heinrich Haukohl, Sanierung und Einfügen einer Zwischendecke, heute Kindertagesstätte Zwergenparadies | ehem. Turnhalle                                    |
|    | Burgplatz 1 (Karte)                             | Wohnhaus                                                                                                  | 3-gesch. Fachwerkhaus mit Satteldach, Sanierung 2014 | Wohnhaus                                           |
|    | Burgplatz 3 (Karte)                             | Wohn- und Geschäftshaus, Speicher                                                                         | 2-gesch. Fachwerkhaus mit Satteldach | Wohn- und Geschäftshaus, Speicher                  |
|    | Burgplatz 5 (Karte)                             | Wohnhaus                                                                                                  | 2-gesch. Fachwerkhaus mit Satteldach | Wohnhaus                                           |
|    | Dammstraße 1 (Karte)                            | Wohn- und Geschäftshaus (nur Außenhülle)                                                                  | | Wohn- und Geschäftshaus (nur Außenhülle)           |
|    | Dammstraße 2 (Karte)                            | Wohn- und Geschäftshaus (nur Außenhülle)                                                                  | | Wohn- und Geschäftshaus (nur Außenhülle)           |
|    | Dammstraße 7 (Karte)                            | Wohnhaus                                                                                                  | 2-gesch. Putzbau mit Satteldach | Wohnhaus                                           |
|    | Dammstr. 9 (Karte)                              | Wohnhaus                                                                                                  | 1- und 2-gesch. Klinkerbau mit reichhaltigem Ornament | Wohnhaus                                           |
|    | Dammstraße 23 (Karte)                           | Wohnhaus                                                                                                  | |                                                    |
|    | Dammstraße 26 (Karte)                           | Scheune von 1895                                                                                          | | Scheune von 1895                                   |
|    | Dammstraße 31 (Karte)                           | ehem. Kino                                                                                                | 2-gesch. Klinkerbau von 1959 mit Satteldach; davor Skulpturen (Sämann, Mähender Bauer) | ehem. Kino                                         |
|    | Dammstr. 31 (Karte)                             | Figur Sämann                                                                                              | Skulptur von Wandschneider von 1935 (700-Jahrfeier von Plau), „Dörch din Utsaat läwt uns ganzes Volk“ | Figur Sämann                                       |
|    | Dammstr. 31 (Karte)                             | Figur Mähender Bauer                                                                                      | Skulptur von Wandschneider von 1935, „Hol din Seis scharp, wenn dei Aust kümmt“ | Figur Mähender Bauer                               |
|    | Dammstraße 47 (Karte)                           | Wohnhaus                                                                                                  | |                                                    |
|    | Dammstraße 49 (Karte)                           | Wohnhaus                                                                                                  | |                                                    |
|    | Dammstraße                                      | Scheune I                                                                                                 | |                                                    |
|    | Dammstraße (Karte)                              | Scheune II                                                                                                | | Scheune II                                         |
|    | Dammstraße                                      | Scheune III                                                                                               | |                                                    |
|    | Dammstraße (Karte)                              | Hubbrücke                                                                                                 | Stählerne Hubbrücke von 1916 mit bis zu 1,86 m Hubhöhe; Sanierungen von 1991/92 und 2000, Generalüberholung 2021 | Hubbrücke                                          |
|    | Domsfurth 1 (Karte)                             | Casa Sabina                                                                                               | 1-gesch. Putzbau von 1902 mit Mansarddach, Giebel mit Holzschindeln verkleidet; ehem. Sommerhaus, ab 1926 Wohnhaus von Wilhelm Wandschneider | Casa Sabina                                        |
|    | Dr.-Alban-Straße 4 (Karte)                      | Wohnhaus                                                                                                  | ehem. Unternehmervilla (Friedrich Zülow) | Wohnhaus                                           |
|    | Dr.-Alban-Straße 24 (Karte)                     | ehem. Fabrik (Friedrich Zülow)                                                                            | umgebaut zur Wohnanlage |                                                    |
|    | Eldenstraße 1 (Karte)                           | Wohnhaus                                                                                                  | |                                                    |
|    | Eldenstraße 2 (Karte)                           | ehem. Speicher                                                                                            | ausgebaut zur Wohnanlage | ehem. Speicher                                     |
|    | Eldenstraße 4 (Karte)                           | Wohnhaus                                                                                                  | | Wohnhaus                                           |
|    | Eldenstraße 8 (Karte)                           | Wohnhaus                                                                                                  | 2-gesch. saniertes Fachwerkhaus | Wohnhaus                                           |
|    | Eldenstraße 15 (Karte)                          | Wohnhaus                                                                                                  | |                                                    |
|    | Eldenstraße 17 (Karte)                          | Wohn- und Geschäftshaus                                                                                   | 2-gesch. Fachwerkhaus mit Satteldach |                                                    |
|    | Eldenstraße 47 (Karte)                          | Wohnhaus                                                                                                  | | Wohnhaus                                           |
|    | (Karte)                                         | Friedhof Friedhof mit Friedhofskapelle, Mauer, Tor                                                        | Friedhof von 1800, später mehrfach erweitert | Friedhof Friedhof mit Friedhofskapelle, Mauer, Tor |
|    | Friedhof                                        | Grabmal Dr. Ernst Alban                                                                                   | Gegossen 1856/57 in der ehemaligen Fabrik Dr. Albans, saniert 2006 | Grabmal Dr. Ernst Alban                            |
|    | Friedhof                                        | Gedenkstein Dr. Ernst Alban                                                                               | Entwurf von Wandschneider, 1941 errichtet | Gedenkstein Dr. Ernst Alban                        |
|    | Friedhof                                        | Grabstätte Fam. Daries                                                                                    | Entwurf von Wandschneider; Relief im Oktober 2016 gestohlen | Grabstätte Fam. Daries                             |
|    | Friedhof                                        | Grabkapelle Fam. Gast/Köppen (Ludwig Reinecke)                                                            | Klinkerbau der Gründerzeit | Grabkapelle Fam. Gast/Köppen (Ludwig Reinecke)     |
|    | Friedhof                                        | Grabstätte Fam. Albert Gantikow                                                                           | | Grabstätte Fam. Albert Gantikow                    |
|    | Friedhof                                        | Grabstätte Fam. Heinrich Haukohl                                                                          | Skulptur von 1902 von Wandschneider, 2006 gestohlen | Grabstätte Fam. Heinrich Haukohl                   |
|    | Friedhof                                        | Grabstätte Otto Haukohl                                                                                   | 1917 errichtet | Grabstätte Otto Haukohl                            |
|    | Friedhof                                        | Grabstätte Fam. Jacobs                                                                                    | | Grabstätte Fam. Jacobs                             |
|    | Friedhof                                        | Grabstätte Fam. Gustav Kern                                                                               | Ende Juli 2018 durch abgebrochenen Baumast schwer beschädigt (umgestürzt), 2023 saniert und wieder aufgerichtet | Grabstätte Fam. Gustav Kern                        |
|    | Friedhof                                        | Grabstein Ludwig Wandschneider                                                                            | Stein von 1890/91, Relief von seinem Sohn Wilhelm Wandschneider | Grabstein Ludwig Wandschneider                     |
|    | Friedhof                                        | Grabstein Wilhelm & Anna Wandschneider                                                                    | | Grabstein Wilhelm & Anna Wandschneider             |
|    | Friedhof                                        | Grabstätte Fam. Viktor Wentzel                                                                            | | Grabstätte Fam. Viktor Wentzel                     |
|    | Friedhof                                        | Grabstein Dr. Wilhelm Wilde                                                                               | Grabstein Dr. Wilhelm Wilde, 1881 errichtet | Grabstein Dr. Wilhelm Wilde                        |
|    | Friedhof                                        | Grabkapelle Senator Ziegenhagen                                                                           | 1924 errichtet | Grabkapelle Senator Ziegenhagen                    |
|    | Friedhof                                        | Grabstätte Fam. Wilhelm Zimmermann                                                                        | 1923 errichtet | Grabstätte Fam. Wilhelm Zimmermann                 |
|    | Friedhof                                        | Grabkapelle Friedrich Zülow                                                                               | 1924 errichtet | Grabkapelle Friedrich Zülow                        |
|    | Friedhof Steinstraße (auf dem Friedhof) (Karte) | Soldaten-/Flüchtlingsgräber                                                                               | | Soldaten-/Flüchtlingsgräber                        |
|    | Goetheweg 4 (Karte)                             | Wohnhaus                                                                                                  | |                                                    |
|    | Große Burgstraße 2 (Karte)                      | Wohn- und Geschäftshaus (Café)                                                                            | |                                                    |
|    | Große Burgstraße 6 (Karte)                      | Wohn- und Geschäftshaus (Hotel) und Hofgebäude                                                            | 2-gesch. Haus mit später vorgesetztem 3-gesch. klassizistischen Schaugiebel | Wohn- und Geschäftshaus (Hotel) und Hofgebäude     |
|    | Große Burgstraße 7 (Karte)                      | Wohnhaus                                                                                                  | gleiches Haus wie Marktstr. 1; Schutzstatus offenbar gelöscht; kompletter Abriss 2021 | Wohnhaus                                           |
|    | Große Burgstraße 8 (Karte)                      | Wohnhaus und Färbergang                                                                                   | |                                                    |
|    | Große Burgstraße 9 (Karte)                      | Wohnhaus                                                                                                  | 2-gesch. Fachwerkhaus mit Krüppelwalmdach | Wohnhaus                                           |
|    | Große Burgstraße 10 (Karte)                     | Wohnhaus (nur Außenhülle, Keller und Dachstuhl)                                                           | |                                                    |
|    | Große Burgstraße 12 (Karte)                     | Wohnhaus                                                                                                  | mit kleiner Privatgalerie des Malers Wolfgang Muchow (1933–2002) |                                                    |
|    | Große Burgstraße 13 (Karte)                     | Wohnhaus                                                                                                  | | Wohnhaus                                           |
|    | Große Burgstraße 14 (Karte)                     | Wohnhaus                                                                                                  | |                                                    |
|    | Große Burgstraße 15 (Karte)                     | Wohnhaus                                                                                                  | | Wohnhaus                                           |
|    | Große Burgstraße 16 (Karte)                     | Wohnhaus                                                                                                  | 2-gesch., klassizistischer Putzbau mit Satteldach und bemerkenswerter Haustür | Weitere Bilder                                     |
|    | Große Burgstraße 17 (Karte)                     | Wohnhaus                                                                                                  | | Wohnhaus                                           |
|    | Große Burgstraße 21 (Karte)                     | Wohn- und Geschäftshaus, 2 Hintergebäude                                                                  | sogenanntes Ackerbürgerhaus | Wohn- und Geschäftshaus, 2 Hintergebäude           |
|    | Große Burgstraße 22 (Karte)                     | Wohn- und Geschäftshaus                                                                                   | Giebel-Fachwerkhaus, um 1987/88 saniert | Wohn- und Geschäftshaus                            |
|    | Große Burgstraße 23 (Karte)                     | Wohnhaus                                                                                                  | | Wohnhaus                                           |
|    | Große Burgstraße 24 (Karte)                     | Wohn- und Geschäftshaus, Färbergang                                                                       | |                                                    |
|    | Große Burgstraße 26 (Karte)                     | Wohn- und Geschäftshaus                                                                                   | 3-gesch. Bau von 1866 | Wohn- und Geschäftshaus                            |
|    | Große Burgstraße 27 (Karte)                     | Wohnhaus                                                                                                  | | Wohnhaus                                           |
|    | Große Burgstraße 28 (Karte)                     | Wohnhaus                                                                                                  | 2-gesch. Fachwerkhaus mit Satteldach | Wohnhaus                                           |
|    | Hermann-Niemann-Straße 4 (Karte)                | Villa | |                                                    |
|    | Hermann-Niemann-Straße 12 (Karte)               | Villa | |                                                    |
|    | Hermann-Niemann-Straße 16 (Karte)               | Figur „Coriolan“                                                                                          | Skulptur von Wandschneider von 1903 | Figur „Coriolan“                                   |
|    | Kirchplatz (Karte)                              | Marienkirche                                                                                              | frühgotische, dreischiffige, dreijochige Hallenkirche ab um 1225 bis um 1300 mit Kreuzrippengewölbe und romanischem, eingezogenem Chor, dieser 1878 teilweise ersetzt durch neugotischen Chor mit flacher Decke; zweijochiger Sakristeianbau aus dem 14. Jh.; 41 Meter hoher Turm um 1300 aus Feldstein (Untergeschoss) und Backstein mit neuerem Walmdach (1700); Innen: Schnitzaltar mit Resten von ca. 1480 (dem Umfeld von Henning von der Heyde zugeschrieben), Reste der barocken Kanzel; Außensanierung von 1996 bis 2012, 2020/21 Restaurierung der Ausmalung | Weitere Bilder                                     |
|    | Kirchplatz 1 (Karte)                            | Wohnhaus (ehem. Küsterhaus)                                                                               | Eingeschossiges Fachwerkhaus von 1805, 1806 erweitert |                                                    |
|    | Kirchplatz 3 (Karte)                            | Wohnhaus                                                                                                  | 1914 als Bürgermeister- und Stadtdienerhaus errichtet, seit 1999 Pfarrhaus | Wohnhaus                                           |
|    | Kirchplatz 5 (Karte)                            | ehem. 1. Pfarrhaus                                                                                        | 2-gesch. Fachwerkhaus von um 1760, seit 1999 Wohnhaus | ehem. 1. Pfarrhaus                                 |
|    | Kirchplatz 7 (Karte)                            | ehem. 2. Pfarrhaus                                                                                        | 2-gesch. Fachwerkhaus von um 1760, seit 1999 Wohnhaus | ehem. 2. Pfarrhaus                                 |
|    | Kirchplatz 9 (Karte)                            | Wohn- und Geschäftshaus                                                                                   | | Wohn- und Geschäftshaus                            |
|    | Kleine Burgstraße 9 (Karte)                     | Wohnhaus                                                                                                  | 2-gesch. Fachwerkhaus mit Satteldach | Wohnhaus                                           |
|    | Klüschenberg (Karte)                            | Jüdischer Friedhof                                                                                        | 1755 angelegt, später mehrfach erweitert; Gedenkstein 2008 errichtet | Jüdischer Friedhof                                 |
|    | Klüschenberg (Karte)                            | Gedenkstätte II. Weltkrieg                                                                                | | Gedenkstätte II. Weltkrieg                         |
|    | Klüschenberg (Karte)                            | Kriegerdenkmal 1914–18                                                                                    | 1921 errichtet, Helmtrophäe auf der Spitze nach 1945 entfernt | Kriegerdenkmal 1914–18                             |
|    | Klüschenberg (Karte)                            | Gedenkstein Förster Diedrich Fockenbrock                                                                  | 1892 errichtet | Gedenkstein Förster Diedrich Fockenbrock           |
|    | Klüschenberg (Karte)                            | ehem. Wasserturm                                                                                          | 1926/27 errichtet, mit Gedenktafel des Bürgervereins Plau | ehem. Wasserturm                                   |
|    | Klüschenberg                                    | Park | in den 1860er Jahren angelegter dendrologischer Park, durch Vernachlässigung und Teilbebauung seit den 1960er Jahren als solcher kaum noch erkennbar |                                                    |
|    | Klüschenberg 2                                  | Wohnhaus                                                                                                  | |                                                    |
|    | Klüschenberg 3 (Karte)                          | | |                                                    |
|    | Klüschenberg 5 (Karte)                          | Villa | |                                                    |
|    | Klüschenberg 7 (Karte)                          | Villa | |                                                    |
|    | Klüschenberg 9 (Karte)                          | Villa | |                                                    |
|    | Lange Straße 25 (Karte)                         | Schule (Carl-Ehrich-Grundschule)                                                                          | 2-gesch. Backsteinbau von 1860 mit Satteldach und zwei Risaliten, als Stadt- und Bürgerschule eröffnet; 1993 saniert | Schule (Carl-Ehrich-Grundschule)                   |
|    | Lange Straße 32 (Karte)                         | Wohnhaus                                                                                                  | ehemaliges Bauerngehöft |                                                    |
|    | Lange Straße 46 (Karte)                         | Wohnhaus                                                                                                  | ehemaliges Bauerngehöft |                                                    |
|    | Lange Straße 50 (Karte)                         | Wohnhaus                                                                                                  | ehemaliges Bauerngehöft |                                                    |
|    | Lange Straße 52 (Karte)                         | Wohnhaus                                                                                                  | ehemaliges Bauerngehöft und Bierkeller |                                                    |
|    | Lübzer Chaussee 1 (Karte)                       | Villa | Unternehmervilla der ehemaligen Sägerei Brunnckow |                                                    |
|    | Lübzer Chaussee 3 (Karte)                       | Villa | |                                                    |
|    | Lübzer Straße 10 (Karte)                        | Transformatorenhaus, ehem.                                                                                | |                                                    |
|    | Markt (Karte)                                   | Kriegerdenkmal 1870/71                                                                                    | 1881 durch Fa. Scheinpflug (Waren/M.) errichtet, Inschrifttafel nach 1990 erneuert | Kriegerdenkmal 1870/71                             |
|    | Markt 1 (Karte)                                 | Wohnhaus, Speicher                                                                                        | Bau um 1760, Fachwerkhaus, im 19. Jahrhundert klassizistische Blendfassade, saniert 2018 |                                                    |
|    | Markt 2 (Karte)                                 | Rathaus                                                                                                   | 2-gesch. Backsteinbau von 1888/89 im Stil niederländischer Neorenaissance mit zwei seitl. Risaliten mit Treppengiebel; Vorgängerbau abgebrannt | Weitere Bilder                                     |
|    | Markt 3 (Karte)                                 | Wohnhaus                                                                                                  | Sanierung 2018 | Wohnhaus                                           |
|    | Markt 5 (Karte)                                 | Wohnhaus                                                                                                  | |                                                    |
|    | Markt 6 (Karte)                                 | Wohnhaus                                                                                                  | 2-gesch. klassizistischer Putzbau mit Satteldach | Wohnhaus                                           |
|    | Markt 7 (Karte)                                 | Wohnhaus                                                                                                  | | Wohnhaus                                           |
|    | Markt 7 (Karte)                                 | Wohn- und Geschäftshaus, Werkstattgebäude                                                                 | |                                                    |
|    | Markt 9 (Karte)                                 | Wohnhaus                                                                                                  | | Wohnhaus                                           |
|    | Markt 10 (Karte)                                | Wohn- und Geschäftshaus                                                                                   | 2-gesch. Fachwerkhaus mit Krüppelwalmdach und Backsteingefachen | Wohn- und Geschäftshaus                            |
|    | Markt 11 (Karte)                                | Wohnhaus                                                                                                  | 2-gesch. Putzbau mit Krüppelwalmdach | Wohnhaus                                           |
|    | Markt 12 (Karte)                                | Wohn- und Geschäftshaus                                                                                   | |                                                    |
|    | Markt 13 (Karte)                                | Wohnhaus, katholische Kapelle                                                                             | 2-gesch. Fachwerkhaus von um 1760 mit Satteldach und Fledermausgaube | Weitere Bilder                                     |
|    | Markt 15 (Karte)                                | Wohnhaus                                                                                                  | 2-gesch. Fachwerkhaus von um 1760 mit Satteldach | Wohnhaus                                           |
|    | (Karte)                                         | Wohnhaus                                                                                                  | | Wohnhaus                                           |
|    | Markt 18 (Karte)                                | Wohnhaus                                                                                                  | Fassade 1892 neu errichtet, dahinter Fachwerkhaus | Wohnhaus                                           |
|    | Markt 19 (Karte)                                | Wohnhaus                                                                                                  | | Wohnhaus                                           |
|    | Markt 20 (Karte)                                | Wohnhaus                                                                                                  | | Wohnhaus                                           |
|    | Markt 21 (Karte)                                | Wohnhaus                                                                                                  | | Wohnhaus                                           |
|    | Markt 23 (Karte)                                | Wohnhaus                                                                                                  | | Wohnhaus                                           |
|    | Markt 25 (Karte)                                | Wohnhaus und Scheune                                                                                      | | Wohnhaus und Scheune                               |
|    | Markt 27 (Karte)                                | Wohnhaus                                                                                                  | | Wohnhaus                                           |
|    | Markt 29 (Karte)                                | Wohnhaus                                                                                                  | | Wohnhaus                                           |
|    | Marktstraße 1 (Karte)                           | Wohnhaus und Färbergang                                                                                   | (offensichtlich Denkmalstatus aufgehoben, da Komplettabriss 2021) | Wohnhaus und Färbergang                            |
|    | Marktstraße 7 (Karte)                           | Wohnhaus mit Hofportal, Speicher                                                                          | 2-gesch. Fachwerkhaus mit Krüppelwalmdach | Wohnhaus mit Hofportal, Speicher                   |
|    | Marktstraße 10 (Karte)                          | Wohn- und Geschäftshaus, Hofbebauung                                                                      | |                                                    |
|    | Marktstraße 11 (Karte)                          | Wohn- und Geschäftshaus, Hofbebauung                                                                      | |                                                    |
|    | Marktstraße 13 (Karte)                          | Wohnhaus                                                                                                  | | Wohnhaus                                           |
|    | Marktstraße 14 (Karte)                          | Wohnhaus                                                                                                  | |                                                    |
|    | Marktstraße 15 (Karte)                          | Wohn- und Geschäftshaus                                                                                   | |                                                    |
|    | Marktstraße 17 (Karte)                          | Wohn- und Geschäftshaus                                                                                   | 2-gesch. Putzbau mit Krüppelwalmdach und Treppengiebel | Wohn- und Geschäftshaus                            |
|    | Marktstraße 22 (Karte)                          | Wohn- und Geschäftshaus                                                                                   | |                                                    |
|    | Marktstraße 26 (Karte)                          | Wohn- und Geschäftshaus                                                                                   | |                                                    |
|    | Mauerstraße 56 (Karte)                          | Wohnhaus                                                                                                  | 1-gesch. Putzbau mit Zwerchgiebel und Satteldach | Wohnhaus                                           |
|    | (Karte)                                         | Schleuse mit Brücke                                                                                       | sogenannte „Hühnerleiter“ | Schleuse mit Brücke                                |
|    | Mühlenstraße 1 (Karte)                          | ehem. Wassermühle                                                                                         | 2-gesch. Fachwerkhaus von um 1756 mit Krüppelwalmdach und Fledermausgauben, heute Wohnhaus | ehem. Wassermühle                                  |
|    | Mühlenstraße 3 (Karte)                          | Wohnhaus                                                                                                  | | Wohnhaus                                           |
|    | Mühlenstraße 14 (Karte)                         | Wohnhaus                                                                                                  | | Wohnhaus                                           |
|    | Mühlenstraße 15 (Karte)                         | Haustür                                                                                                   | |                                                    |
|    | Mühlenstraße 17 (Karte)                         | Wohnhaus                                                                                                  | |                                                    |
|    | Mühlenstraße 31 (Karte)                         | Wohnhaus                                                                                                  | |                                                    |
|    | Mühlenstraße 33 (Karte)                         | Wohnhaus                                                                                                  | |                                                    |
|    | Mühlenstraße 39 (Karte)                         | Wohnhaus                                                                                                  | |                                                    |
|    | Quetziner Straße (Karte)                        | ehem. Krankenhaus                                                                                         | 1864/66 errichtet, seit 1995 Teil des Altenhilfezentrums „Dr.-Wilde-Haus“ |                                                    |
|    | Quetziner Str. 2                                | Denkmal Dr. Wilhelm Wilde                                                                                 | | Denkmal Dr. Wilhelm Wilde                          |
|    | Rahmwallstraße 1 (Karte)                        | Wohnhaus (sog. Gretchenheim)                                                                              | ehem. Lager der Tuchfabrik, dann Privat-Mädchenschule („Gretchenheim“) | Wohnhaus (sog. Gretchenheim)                       |
|    | Rahmwallstraße 5 (Karte)                        | Wohnhaus                                                                                                  | |                                                    |
|    | Rahmwallstraße 7 (Karte)                        | Wohnhaus                                                                                                  | |                                                    |
|    | Scharrenstraße 1 (Karte)                        | Wohnhaus                                                                                                  | 2-gesch. Fachwerkhaus mit Satteldach, errichtet 1780, originale Fußböden im 1. Stock erhalten, Fenster 1. Stock straßenseitig, außen, sowie zur Tüsche hin mit Blei verglast, spätbarocker gusseiserner Ofen („Germane No. 30“) |                                                    |
|    | Schulstraße 29 (Karte)                          | Wohnhaus                                                                                                  | |                                                    |
|    | Schulstraße 40 (Karte)                          | Wohnhaus                                                                                                  | |                                                    |
|    | Schulstraße (Karte)                             | Feuerwehr / Schlauchturm                                                                                  | Turm von 1930 | Feuerwehr / Schlauchturm                           |
|    | Seglerhafen (Wasserwanderrastplatz) (Karte)     | Skulptur „Der Sieger“                                                                                     | 1905 von Wandschneider entworfen, Guss 1935 | Skulptur „Der Sieger“                              |
|    | Steinstraße 1 (Karte)                           | Wohn- und Geschäftshaus                                                                                   | 2-gesch. Fachwerkhaus mit Satteldach | Wohn- und Geschäftshaus                            |
|    | Steinstraße 2 (Karte)                           | Wohn- und Geschäftshaus                                                                                   | 2-gesch. Putzbau mit Krüppelwalmdach und Treppengiebel, Bildansicht am Burgplatz | Wohn- und Geschäftshaus                            |
|    | Steinstraße 3 (Karte)                           | Wohn- und Geschäftshaus                                                                                   | 2-gesch. Fachwerkhaus mit Satteldach |                                                    |
|    | Steinstraße 5 (Karte)                           | Wohn- und Geschäftshaus                                                                                   | 2-gesch. Fachwerkbau vom 18. Jh. | Wohn- und Geschäftshaus                            |
|    | Steinstraße 8 (Karte)                           | Wohnhaus mit Fleischverkaufsstelle                                                                        | 2-gesch. Fachwerkbau vom 18. Jh. | Wohnhaus mit Fleischverkaufsstelle                 |
|    | Steinstraße 14 (Karte)                          | Wohn- und Geschäftshaus                                                                                   | 2-gesch. Fachwerkbau vom 18. Jh. | Wohn- und Geschäftshaus                            |
|    | Steinstraße 16 (Karte)                          | Wohn- und Geschäftshaus                                                                                   | 2-gesch. Fachwerkhaus mit Satteldach | Wohn- und Geschäftshaus                            |
|    | Steinstraße 18 (Karte)                          | Wohn- und Geschäftshaus                                                                                   | 2-gesch. Fachwerkhaus mit Krüppelwalmdach | Wohn- und Geschäftshaus                            |
|    | Steinstraße 19 (Karte)                          | Wohn- und Geschäftshaus                                                                                   | 2-gesch. Putzbau mit Walmdach | Wohn- und Geschäftshaus                            |
|    | Steinstraße 20 (Karte)                          | Wohnhaus                                                                                                  | |                                                    |
|    | Steinstraße 21 (Karte)                          | Wohn- und Geschäftshaus                                                                                   | | Wohn- und Geschäftshaus                            |
|    | Steinstraße 22 (Karte)                          | Wohnhaus                                                                                                  | |                                                    |
|    | Steinstraße 23 (Karte)                          | Wohn- und Geschäftshaus                                                                                   | | Wohn- und Geschäftshaus                            |
|    | Steinstraße 25 (Karte)                          | Wohnhaus                                                                                                  | | Wohnhaus                                           |
|    | Steinstraße 43 (Karte)                          | Wohnhaus                                                                                                  | |                                                    |
|    | Steinstraße 45 (Karte)                          | Wohn- und Geschäftshaus                                                                                   | |                                                    |
|    | Steinstraße 51 (Karte)                          | Wohnhaus                                                                                                  | |                                                    |
|    | Steinstraße 53 (Karte)                          | Wohnhaus                                                                                                  | |                                                    |
|    | Steinstraße 58 (Karte)                          | Wohnhaus                                                                                                  | | Wohnhaus                                           |
|    | Steinstraße 59 (Karte)                          | Wohnhaus                                                                                                  | |                                                    |
|    | Steinstraße 61 (Karte)                          | Wohnhaus                                                                                                  | |                                                    |
|    | Steinstraße 63 (Karte)                          | Wohnhaus                                                                                                  | |                                                    |
|    | Steinstraße 66 (Karte)                          | Wohnhaus                                                                                                  | | Wohnhaus                                           |
|    | Steinstraße 68 (Karte)                          | Wohn- und Geschäftshaus                                                                                   | errichtet 1935/36 als Sparkasse mit Skulptur „Pfennigjunge“ von Wandschneider | Wohn- und Geschäftshaus                            |
|    | Steinstraße 70 (Karte)                          | ehem. Postamt                                                                                             | 1887 errichtet, jetzt (2015) Arztpraxis | ehem. Postamt                                      |
|    | Steinstraße 71 (Karte)                          | Wohnhaus                                                                                                  | |                                                    |
|    | Steinstraße 74 (Karte)                          | Wohnhaus                                                                                                  | |                                                    |
|    | Steinstraße 92 (Karte)                          | Wohnhaus                                                                                                  | | Wohnhaus                                           |
|    | Steinstraße 94 (Karte)                          | Wohnhaus „Sophienstift“                                                                                   | Stiftung der Sophie Micheel († 1881) als Wohnstift für ledige Frauen, nach Sanierung 1996 genutzt für betreutes Wohnen | Wohnhaus „Sophienstift“                            |
|    | Steinstraße 96 (Karte)                          | ehem. Bahnhofshotel mit Gedenktafel                                                                       | Gedenktafel zur Erinnerung an die hier erfolgte (Zwangs-)Vereinigung der Ortsgruppen von KPD und SPD, Gebäude heute (2015) Kinder- und Jugendzentrum | ehem. Bahnhofshotel mit Gedenktafel                |
|    | Stietzstraße 4 (Karte)                          | Wohnhaus                                                                                                  | 2-gesch. giebelständiges Fachwerkhaus mit Krüppelwalmdach | Wohnhaus                                           |
|    | Stietzstraße 6 (Karte)                          | Wohnhaus                                                                                                  | 2-gesch. Fachwerkhaus mit Satteldach mit Fledermausgaube |                                                    |
|    | Stietzstraße 8 (Karte)                          | Wohnhaus                                                                                                  | 2-gesch. Fachwerkhaus mit Rotsteingefachen und Satteldach | Wohnhaus                                           |
|    | Stietzstraße 29 (Karte)                         | Wohnhaus                                                                                                  | 2-gesch. Fachwerkhaus mit Satteldach | Wohnhaus                                           |
|    | Stietzstraße 30 (Karte)                         | Wohnhaus                                                                                                  | 2-gesch. Putzbau mit Satteldach | Wohnhaus                                           |
|    | Stietzstraße 31 (Karte)                         | Wohnhaus und Hofbebauung                                                                                  | 2-gesch. Fachwerkhaus mit Krüppelwalmdach |                                                    |
|    | Stietzstraße 40 (Karte)                         | Wohnhaus                                                                                                  | 1-gesch. Fachwerkhaus mit Satteldach | Wohnhaus                                           |
|    | Strandstraße 10 (Karte)                         | Ehemalige Synagoge                                                                                        | Putzbau 1840 nach Plänen von Landbaumeister Carl Voß, von 1921 bis 2003 kath. Kirche, danach Privatbesitz | Ehemalige Synagoge                                 |
|    | Strandstraße 16 (Karte)                         | Wohnhaus                                                                                                  | ehemalige Spinnerei |                                                    |
|    | Tuchmacherstraße 2 (Karte)                      | Wohnhaus                                                                                                  | |                                                    |
|    | Tuchmacherstraße 9 (Karte)                      | Wohnhaus                                                                                                  | |                                                    |
|    | Tuchmacherstraße 20 (Karte)                     | Wohnhaus                                                                                                  | |                                                    |
|    | Tuchmacherstraße 21 (Karte)                     | Wohnhaus                                                                                                  | 2-gesch. Putzbau mit Rotsteineinfassungen und Satteldach | Wohnhaus                                           |
|    | Uhlandstraße 1 (Karte)                          | Villa „Anna“                                                                                              | |                                                    |
|    | Vogelsang 8 (Karte)                             | ehem. Stärke- und Sirupfabrik mit 2 Speichergebäuden und Resten der Straßenfassaden der mittleren Gebäude | jetzt Teil des Seniorenheimes „Eldeblick“ |                                                    |
|    | Wallstraße 2 (Karte)                            | Wohn- und Geschäftshaus, Hofportal, Färbergang                                                            | 2-gesch. Fachwerkhaus mit Krüppelwalmdach | Weitere Bilder                                     |
|    | Wittstocker Weg                                 | Meilenstein                                                                                               | |                                                    |

## Karow
| ID | Lage                                                 | Bezeichnung                                                     | Beschreibung | Bild                                                            |
| -- | ---------------------------------------------------- | --------------------------------------------------------------- | --- | --------------------------------------------------------------- |
|    | Am Bahnhof 6 (Vorplatz rechts) (Karte)               | Bahnhof – Dienstgebäude mit Stallgebäude                        | Zwei 2-gesch., verklinkerte Bauten von um 1900 mit Satteldach, früher unter anderem Post; beide stehen leer (Stand August 2013). | Bahnhof – Dienstgebäude mit Stallgebäude                        |
|    | Am Bahnhof 7 (Vorplatz links) (Karte)                | Dienstgebäude mit Stallgebäude                                  | 2-gesch., verklinkerte Bauten von um 1900 | Dienstgebäude mit Stallgebäude                                  |
|    | nordw. vom Bahnhof (Karte)                           | Bahnhof – Wasserturm (rund)                                     | 5-gesch. runder, heute ungenutzter Wasserturm des Bahnhofs, westlich der Gleisanlagen. | Bahnhof – Wasserturm (rund)                                     |
|    | südw. vom Bahnhof (Karte)                            | Wasserturm                                                      | Quadratischer Wasserturm von 1907 mit Klinkerfassade zur Versorgung des damaligen Gutes v. Schlutius und des Dorfes. Wasserbehälter entfernt | Wasserturm                                                      |
|    | Güstrower Chaussee 1 (Karte)                         | Bahnarbeiterhaus mit Stallgebäude                               | An der Chaussee südlich der Zufahrt stehen vier Bahnarbeiterwohnhäuser mit Stallgebäude. Die Ställe sind dabei direkt an der Chaussee gebaut worden, die Häuser dahinter zurückgesetzt. Eines der vier Häuser ist mittlerweile stark baulich verändert worden. | Bahnarbeiterhaus mit Stallgebäude                               |
|    | Güstrower Chaussee 5 (Karte)                         | Bahnarbeiterhaus mit Stallgebäude                               | | Bahnarbeiterhaus mit Stallgebäude                               |
|    | Güstrower Chaussee 7 (Karte)                         | Bahnarbeiterhaus mit Stallgebäude                               | | Bahnarbeiterhaus mit Stallgebäude                               |
|    | Güstrower Chaussee 9,11 (Karte)                      | Bahnarbeiterhaus                                                | Bahnarbeiterhaus nördlich des Bahnhofsgebäudes | Bahnarbeiterhaus                                                |
|    | Güstrower Chaussee (Karte)                           | 2 Stellwerke                                                    | Zwei Stellwerke aus dem ersten Drittel des 20. Jahrhunderts. Ein Stellwerke befindet sich am nördl. Teil der Bahnsteige, das zweite, hier abgebildete, liegt an der südlichen Bahnhofsausfahrt. | 2 Stellwerke                                                    |
|    | Güstrower Chaussee (Karte)                           | Wasserkran                                                      | Der Wasserkran auf dem Bahnsteig diente der Versorgung der Dampflokomotiven. | Wasserkran                                                      |
|    | Güstrower Chaussee (Karte)                           | Empfangsgebäude                                                 | 2-gesch., ungenutztes Rotsteingebäude von um 1900 | Empfangsgebäude                                                 |
|    | Güstrower Chaussee (Karte)                           | Perronhalle                                                     | | Perronhalle                                                     |
|    | (Karte)                                              | Friedhofskapelle und Skulptur „Trauernde“                       | Figur 1912/16 von Wandschneider | Friedhofskapelle und Skulptur „Trauernde“                       |
|    | Karl-Liebknecht-Str. 33 (Karte)                      | Wohnhaus                                                        | | Wohnhaus                                                        |
|    | (Karte)                                              | Kirche mit Feldsteinmauer, 2 Grabsteine von Glashüttenmeistern  | Spätgotische, einschiffige Feldsteinkirche vom späten 15. Jahrhundert aus Feld- und Backstein mit Treppengiebel; neugotischer, östl. Querbau von 1872 aus Backstein mit Treppengiebel; Innen: Mittelschrein des Schnitzaltars von um 1500. | Kirche mit Feldsteinmauer, 2 Grabsteine von Glashüttenmeistern  |
|    | B 192 (südwestl. der Kreuzung mit der B 103) (Karte) | Mausoleum Fam. Johannes Schlutius mit Mauer (von Wandschneider) | | Mausoleum Fam. Johannes Schlutius mit Mauer (von Wandschneider) |
|    | B 103 (südl. Kreuzung B 192)                         | Meilenstein                                                     | | Meilenstein                                                     |
|    | Schlossstraße (Karte)                                | Herrenhaus Karow (alter und neuer Teil) und Park                | Klassizistisches, 2-gesch., 13-achs. Herrenhaus vom Anfang des 19. Jh. mit Mezzanin, Mittelrisalit und Walmdach mit Turmaufsatz für Familie von Reden und Baron von Lauthe, sowie neobarocke, 2-gesch., 7-achs. Erweiterung von 1906 mit Mittelrisalit, Sockelgeschoss und Mansarddach nach Plänen von Ernst von Ihne für Johannes Schlutius; seit 2007 Hotel; Gutsbesitz u. a.: Familien von Hahn (17. Jh.), von Cleve (1812–1898) und Schlutius (bis 1945) | Herrenhaus Karow (alter und neuer Teil) und Park                |
|    | Zarchliner Straße 1 (Karte)                          | Gutsanlage – Verwalterhaus                                      | | Gutsanlage – Verwalterhaus                                      |
|    | Zarchliner Straße                                    | Speicher, Werkstatt, Einfriedung                                | | Speicher, Werkstatt, Einfriedung                                |

## Klebe
| ID | Lage                | Bezeichnung                         | Beschreibung | Bild                                |
| -- | ------------------- | ----------------------------------- | ------------ | ----------------------------------- |
|    | B 191 Richtung Lübz | Meilenstein                         |              | Meilenstein                         |
|    | Plauer Straße       | Gedenkstein für die Kollektivierung |              | Gedenkstein für die Kollektivierung |

## Leisten
| ID | Lage                      | Bezeichnung     | Beschreibung | Bild            |
| -- | ------------------------- | --------------- | --- | --------------- |
|    | Kastanienallee 4 (Karte)  | Schule, ehem.   | | Schule, ehem.   |
|    | Kastanienallee 26 (Karte) | Gutshaus, ehem. | | Gutshaus, ehem. |
|    | Kastanienallee (Karte)    | Speicher        | Barocker, 4-gesch. Backsteinbau auf Feldsteinsockel mit geschweiften Schaugiebel und gebauchter, welscher Haube über einer ehem. Uhr. | Speicher        |

## Quetzin
| ID | Lage                          | Bezeichnung | Beschreibung | Bild     |
| -- | ----------------------------- | ----------- | ------------ | -------- |
|    | August-Bebel-Straße 7 (Karte) | Büdnerei    |              | Büdnerei |

## Reppentin
| ID | Lage                             | Bezeichnung       | Beschreibung | Bild              |
| -- | -------------------------------- | ----------------- | ------------ | ----------------- |
|    | Gaarzer Weg (Dorfstraße) (Karte) | Gutshaus und Park |              | Gutshaus und Park |

## Ehemalige Baudenkmale
| ID | Lage                         | Bezeichnung             | Beschreibung                                                             | Bild     |
| -- | ---------------------------- | ----------------------- | ------------------------------------------------------------------------ | -------- |
|    | Auf dem Eichberg 8           | Wohnhaus                | Ruine 2008 wegen akuter Einsturzgefahr abgerissen                        |          |
|    | Dammstraße 5                 | Wohnhaus                | Ruine im Dezember 2012 wegen akuter Einsturzgefahr abgerissen            |          |
|    | Große Burgstraße 5 (Karte)   | Wohn- und Geschäftshaus | Schutzstatus zurückgenommen, da Hausnummer irrtümlich falsch zugeordnet  |          |
|    | Kleine Burgstraße 13 (Karte) | Wohnhaus                | Schutzstatus zurückgenommen                                              |          |
|    | Steinstraße 11 (Karte)       | Wohn- und Geschäftshaus | Schutzstatus zurückgenommen                                              |          |
|    | Stietzstraße 7 (Karte)       | Wohnhaus                | Schutzstatus zurückgenommen                                              |          |
|    | Stietzstraße 21 (Karte)      | Wohnhaus                | 2-gesch. Giebelhaus mit Satteldach / abgetragen und durch Neubau ersetzt | Wohnhaus |
|    | Strandstraße 4               | Speicher                | Ruine abgerissen im Juni 2012, moderner Neubau an der Stelle             | Speicher |